# دیدارهای فوتبال ایران و نپال
تیم ملی ایران و تیم ملی نپال تاکنون ۵ بار در مقابل یکدیگر قرار گرفته‌اند. حاصل این بازیها، ۵ برد برای تیم ملی ایران بوده است 
در این بازیها جمعاً ۲۵ گل به ثمر رسیده است که تمامی این ۲۵ گل سهم تیم ملی ایران میباشد

## اولین بازی
اولین بازی بین این دو تیم در تاریخ ۳۰ بهمن ۱۳۶۰ در کراچی پاکستان در مسابقات جام محمدعلی جناح برگزار شده است که تیم ملی ایران با حساب ۴ بر ۰ تیم ملی نپال را شکست داده است

## بهترین برد
بهترین برد تیم ملی ایران ذر برابر تیم ملی نپال با نتیجه ۸ بر ۰ در مسابقات مقدماتی جام ملت‌های آسیا ۱۹۹۶ در ورزشگاه آزادی تهران به دست آمده است

## فاصله بین بردها
تیم ملی ایران تجربه کسب برد در پنج بازی متوالی در برابر تیم ملی نپال را دارد

## بررسی کلی بازیها
| بردهای ایران | ۵ بازی |            | گل‌های ایران | ۲۵ گل                            |        | بازی‌های برگزار شده در ایران | ۱ بازی |
| مساوی        | ۰ بازی | گل‌های نپال | ۰ گل        | بازی‌های برگزار شده در کشور بی‌طرف | ۳ بازی |                             |        |
| بردهای نپال  | ۰ بازی |            |             | بازی‌های برگزار شده در نپال       | ۱ بازی |                             |        |
| مجموع بازی‌ها | ۵ بازی | مجموع گل‌ها | ۲۵ گل       | مجموع بازی‌ها                     | ۵ بازی |                             |        |

## عنوان بازیها
| #   | عنوان بازی              | تعداد بازی | برد ایران | برد نپال | مساوی |
| --- | ----------------------- | ---------- | --------- | -------- | ----- |
| ۱   | مقدماتی جام ملتهای آسیا | ۳          | ۳         | ۰        | ۰     |
| ۲   | بازیهای المپیک آسیایی   | ۱          | ۱         | ۰        | ۰     |
| ۳   | بای دوستانه             | ۱          | ۱         | ۰        | ۰     |
| جمع | جمع                     | ۵          | ۵         | ۰        | ۰     |

| عملکرد دو تیم در بازیهای رسمی | عملکرد دو تیم در بازیهای رسمی | عملکرد دو تیم در بازیهای رسمی | عملکرد دو تیم در بازیهای رسمی |
| ----------------------------- | ----------------------------- | ----------------------------- | ----------------------------- |
| بازی                          | برد ایران                     | برد نپال                      | مساوی                         |
| ۴ بازی                        | ۴ بازی                        | ۰ بازی                        | ۰ بازی                        |

## میزبان و میهمان
| بازیهایی که در ایران برگزار شده است       | بازیهایی که در ایران برگزار شده است | بازیهایی که در ایران برگزار شده است | بازیهایی که در ایران برگزار شده است |
| تیم                                       | برد                                 | مساوی                               | باخت                                |
| ----------------------------------------- | ----------------------------------- | ----------------------------------- | ----------------------------------- |
| ایران                                     | ۱                                   | ۰                                   | ۰                                   |
| نپال                                      | ۰                                   | ۰                                   | ۱                                   |
| بازیهایی که در نپال برگزار شده است        |                                     |                                     |                                     |
| تیم                                       | برد                                 | مساوی                               | باخت                                |
| ایران                                     | ۱                                   | ۰                                   | ۰                                   |
| نپال                                      | ۰                                   | ۰                                   | ۱                                   |
| بازیهایی که در کشوری بی‌طرف برگزار شده است |                                     |                                     |                                     |
| تیم                                       | برد                                 | مساوی                               | باخت                                |
| ایران                                     | ۳                                   | ۰                                   | ۰                                   |
| نپال                                      | ۰                                   | ۰                                   | ۳                                   |

## فهرست کلی بازیها
| # | تاریخ      | نتیجه بازی       | ورزشگاه / شهر             | عنوان بازیها                 | گلزنان                                                                                       |
| - | ---------- | ---------------- | ------------------------- | ---------------------------- | -------------------------------------------------------------------------------------------- |
| ۵ | ۱۳۷۵/۳/۳۰  | ایران ۴ - ۰ نپال | ورزشگاه سلطان قابوس، مسقط | مقدماتی جام ملت‌های آسیا ۱۹۹۶ | علی دایی (۲۷) – کریم باقری (۳۸ و ۴۴-پ) – رضا شاهرودی (۶۶)                                    |
| ۴ | ۱۳۷۵/۳/۲۱  | ایران ۸ - ۰ نپال | آزادی، تهران              | مقدماتی جام ملت‌های آسیا ۱۹۹۶ | کریم باقری (۱۰-پ و ۶۰) – علی دایی (۱۴ و ۳۶ و ۸۴ و ۸۷) محسن گروسی (۵۱) – علیرضا حکیم‌زاده (۷۳) |
| ۳ | ۱۳۶۷/۳/۱۴  | ایران ۳ - ۰ نپال | کاتماندو، نپال            | مقدماتی جام ملت‌های آسیا ۱۹۸۸ | کریم باوی (۳۴ و ۵۳ و ۶۷)                                                                     |
| ۲ | ۱۳۶۵/۷/۶   | ایران ۶ - ۰ نپال | دائجونگ، کره جنوبی        | بازی‌های آسیایی ۱۹۸۶          | حمید درخشان (۲ گل) – مرتضی یکه – غلامرضا فتح‌آبادی (۲ گل) شاهرخ بیانی (پنالتی)                |
| ۱ | ۱۳۶۰/۱۱/۳۰ | ایران ۴ - ۰ نپال | کراچی، پاکستان            | جام محمدعلی جناح             | علیرضا حیدری (۲) – مهدی دینورزاده (۲۲) مهدی فریدی‌نیا (۵۰) – عبدالعلی چنگیز (۶۲-پ)            |

### گلزنان ایران
- ۵ گل : علی دایی
- ۴ کل : کریم باقری
- ۳ گل : کریم باوی
- ۲ گل : غلامرضا فتح‌آبادی – حمید درخشان
- ۱ گل : رضا شاهرودی – علیرضا حکیم‌زاده – محسن گروسی – مرتضی یکه – شاهرخ بیانی
عبدالعلی چنگیز  – مهدی فریدی‌نیا – مهدی دینورزاده – علیرضا حیدری